# パスポート (バンド)
パスポート（Passport）は、サクソフォーン奏者のクラウス・ドルディンガー率いるドイツのジャズ・バンドである。パスポートは、1971年にウェザー・リポートに似たフュージョン・グループとして結成された。バンドの最初の録音は1971年に発表された。バンドのメンバーシップは、長年にわたって多くの変更があった。1970年代半ばに、ヨーロッパをはじめ世界的に有名になったラインナップは、ドルディンガー、ドラマーのカート・クレス、ギタリスト兼ベーシストのウォルフガング・シュミット、キーボード奏者のクリスチャン・シュルツで構成されていた。このグループは、アトランティック・レコードやワーナー・レコードでレコーディングを行った。

## メンバー
- ブライアン・オーガー (Brian Auger) - キーボード
- フランク・ロバーツ (Frank Roberts) - キーボード
- フィリップ・カテリーン (Philip Catherine) - ギター
- カート・クレス (Curt Cress) - ドラム
- クラウス・ドルディンガー (Klaus Doldinger) - サクソフォーン、フルート、キーボード
- ジョニー・グリフィン (Johnny Griffin) - サクソフォーン
- ジム・ジャクソン (Jim Jackson) - ドラム
- ウィリー・ケイツァー (Willy Ketzer) - ドラム
- アレクシス・コーナー (Alexis Korner) - ギター、ボーカル
- フォルカー・クリーゲル (Volker Kriegel) - ギター
- オラフ・キューブラー (Olaf Kubler) - サクソフォーン、フルート
- ウド・リンデンベルク (Udo Lindenberg) - ドラム
- エルマー・ルイス (Elmer Louis) - パーカッション
- ロイ・ルイス (Roy Louis) - ギター
- ローター・マイト (Lothar Meid) - ベース
- ピーター・オマラ (Peter O'Mara) - ギター
- アルフォンス・ムゾーン (Alphonse Mouzon) - ドラム
- ケヴィン・マリガン (Kevin Mulligan) - ギター
- ディーター・ピータライト (Dieter Petereit) - ベース
- パトリック・スケールズ (Patrick Scales) - ベース
- ヘンドリック・シャーパー (Hendrik Schaper) - キーボード
- ウォルフガング・シュミット (Wolfgang Schmid) - ベース、ギター
- クリスチャン・シュルツ (Kristian Schultze) - キーボード
- ヴラディスラフ・センデツキ (Vladislav Sendecki) - キーボード
- ヘルマン・ワインドルフ (Hermann Weindorf) - キーボード、ボーカル
- ロイキー・ワイズ (Roykey Whydh) - ギター
- ピート・ヨーク (Pete York) - ドラム

## ディスコグラフィ

### アルバム
- 『パスポート・ファースト』 - Passport (1971年)
- 『セカンド・パスポート』 - Second Passport (1972年)
- 『ハンド・メイド』 - Hand Made (1973年)
- 『未来への知覚』 - Looking Thru (1973年)
- 『ドルディンガー・ジュビリー・コンサート』 - Doldinger Jubilee Concert (1974年)
- 『ドルディンガー・ジュビリー'75』 - Doldinger Jubilee '75 (1975年)
- 『クロス・コラテラル』 - Cross-Collateral (1975年) U.S. No. 137[1]
- 『インフィニティ・マシーン』 - Infinity Machine (1976年)
- 『イグアス』 - Iguaçu (1977年) U.S. No. 191, U.S. Jazz No. 23[1]
- 『アタラクシア』 - Ataraxia (1978年) (Sky Blue in U.S.) U.S. No. 140, U.S. Jazz No. 12[1]
- 『ガーデン・オブ・エデン』 - Garden of Eden (1978年) U.S. Jazz No. 17[1]
- 『ライフライク』 - Lifelike (1980年)
- 『オーシャンライナー』 - Oceanliner (1980年) U.S. No. 163, U.S. Jazz No. 14[1]
- 『ブルー・タトゥー』 - Blue Tattoo (1981年) U.S. No. 175, U.S. Jazz No. 14[1]
- 『アースボーン』 - Earthborn (1982年) U.S. Jazz No. 40[1]
- 『マン・イン・ザ・ミラー』 - Man in the Mirror (1983年)
- Running in Real Time (1985年)
- Heavy Nights (1986年)
- Talk Back (1988年)
- Balance of Happiness (1990年)
- Blues Roots (1991年)
- Down to Earth (1993年)
- Spirit of Continuity: The Passport Anthology (1995年)
- Passport to Paradise (1996年)
- Passport Control (1997年)
- Move (1998年)
- 『パスポート・ライヴ』 - Passport Live (2000年)
- RMX Vol. 1 (2001年)
- Back to Brazil (2003年)
- To Morocco (2006年)
- Passport on Stage (2008年)
- Inner Blue (2011年)
- Symphonic Project (2011年)
- En Route (2015年)
- Doldinger (2016年)